# Frédéric Hély d'Oissel
Pour les articles homonymes, voir Hély d’Oissel.
Frédéric, baron Hély d'Oissel, né le 2 avril 1777 à Rouen et mort le 29 janvier 1833 à  Paris, est un haut fonctionnaire et homme politique français. 

## Biographie
Il est le fils de Victor Hély, seigneur d'Oissel et de Saint-Étienne-du-Rouvray, conseiller au parlement de Normandie, président de la Chambre des comptes de Normandie, et d'Antoinette Gabrielle de Monginot. Il est le frère de Gabriel Hély de Saint-Saëns.
Pendant la Révolution, il est emprisonné au château de Mesnières de  d’octobre 1793 jusqu’au 21 décembre 1796 avec sa famille. Il étudie la médecine et devient officier de santé.
Il épouse à Paris, le 19 mai 1802 Adélaïde Brochant, fille de Pierre Jean Brochant et de Marie Constance Lempereur, très riches marchands drapiers.
Ils ont 3 enfants : Léonce Frédéric Victor (juriste), Félix Antoine Pierre (industriel) et Arthur Marie Gabriel (rentier).
Il est propriétaire de l'ancien hôtel de Sourdis et du château du Quesnay.
Il est chevalier de la Légion d'Honneur le 30 juin 1811 et officier le 1er mai 1821.

### Haut fonctionnaire
Il entre dans l'administration comme auditeur au Conseil d'État le 13 août 1803 et est nommé le 23 septembre 1805 secrétaire général du département de la Seine. Il est nommé préfet de Maine-et-Loire à Angers le 19 février 1809 et il est créé baron de l'Empire le 31 janvier 1810. Il conserve sa fonction de préfet jusqu'à sa révocation le 18 juin 1814 par le nouveau gouvernement. 
Préfet, il essaye sans succès de créer un dépôt d’aliénés à Saumur et de créer un dépôt de mendicité dans l'abbaye Saint-Nicolas d'Angers.
Hély d'Oissel est en 1817, membre de la commission des liquidations des créances étrangères, avec le baron Mounier et Paulze d'Yvoy. Il est encore, en 1820, de la Commission Cuvier qui a préparé la création de l’Académie royale de médecine. Il est également membre de la Commission pour l'amélioration du sort des aliénés de 1819 à 1822.
À la suite de l'épidémie de fièvre jaune en 1821 en Espagne, la France installe en 1822 une Commission sanitaire centrale présidée par Joseph-Marie de Gérando et dont Hély d'Oissel est un des membres avec entre autres Pierre-François Kéraudren et Alexandre Moreau de Jonnès. Il est l'auteur, avec Joseph Marie de Gérando, du Rapport sur l'établissement de nouveaux lazarets, adopté par la Commission sanitaire centrale formée près le ministère de l'Intérieur. Paris, Imprimerie royale, 1822. En ce temps, par ordonnance du 7 août 1822 est créé le Conseil supérieur de santé, précurseur du Haut Conseil de la santé publique . Hély d'Oissel en sera membre dès le début, octobre 1822 , puis vice-président et de 1831 à sa mort.  
S'occupant des hôpitaux, Hély d'Oissel est en outre de 1820 à 1823 en tête de la Direction des Travaux de Paris. Par la suite il sera président du Conseil des bâtiments civils de 1831 à sa mort. 
Hély d'Oissel est associé libre de l'Académie de médecine.

### Conseiller d’État et député
Le 14 juillet 1818, il est nommé conseiller d'État en service extraordinaire. Il est élu, le 17 novembre 1827, député du 6e arrondissement de la Seine-Inférieure (Neuchâtel en Braye) et jusqu'en 1831. Et Conseiller Général le 13 novembre 1830. D'opinions constitutionnelles, il prend place au centre gauche, combat le ministère Polignac, et fait partie des 221 ; il obtient sa réélection comme député, le 12 juillet 1830. Hély d'Oissel applaudit à la révolution de Juillet, et prend part à l'établissement de la monarchie nouvelle. Commissaire liquidateur de la dette algérienne.
Nommé conseiller d'État en service ordinaire, il doit solliciter le renouvellement de son mandat, qui lui est confirmé le 21 octobre 1830. Il vote en toute circonstance, jusqu'à sa mort, avec la majorité conservatrice, et est réélu une dernière fois, le 5 juillet 1831. 
Ses connaissances pratiques dans l'administration l'avaient fait choisir au Conseil d'État comme vice-président du Comité de l'intérieur. 

### Manufacture royale des glaces de Saint-Gobain
Actionnaire de la Manufacture royale des glaces de Saint-Gobain depuis 1807, il en est nommé administrateur en 1830, vice-président le 31 mai 1832, succédant au cousin de sa femme. 
Quatre de ses descendants seront également présidents ou vice-présidents de Saint-Gobain, constituant ainsi une dynastie de présidents : son fils Félix Antoine Pierre Hély d’Oissel, Paul et Étienne (deux fils de Félix-Antoine-Pierre) et Pierre (fils d'Étienne).

## Blason
D'azur, à la croix d'argent, chargée de cinq ancres de sable, une, trois et une, et cantonnée de quatre fers de lance d'or ; au franc-quartier des barons pris dans le conseil d'État.